# Salviigränd

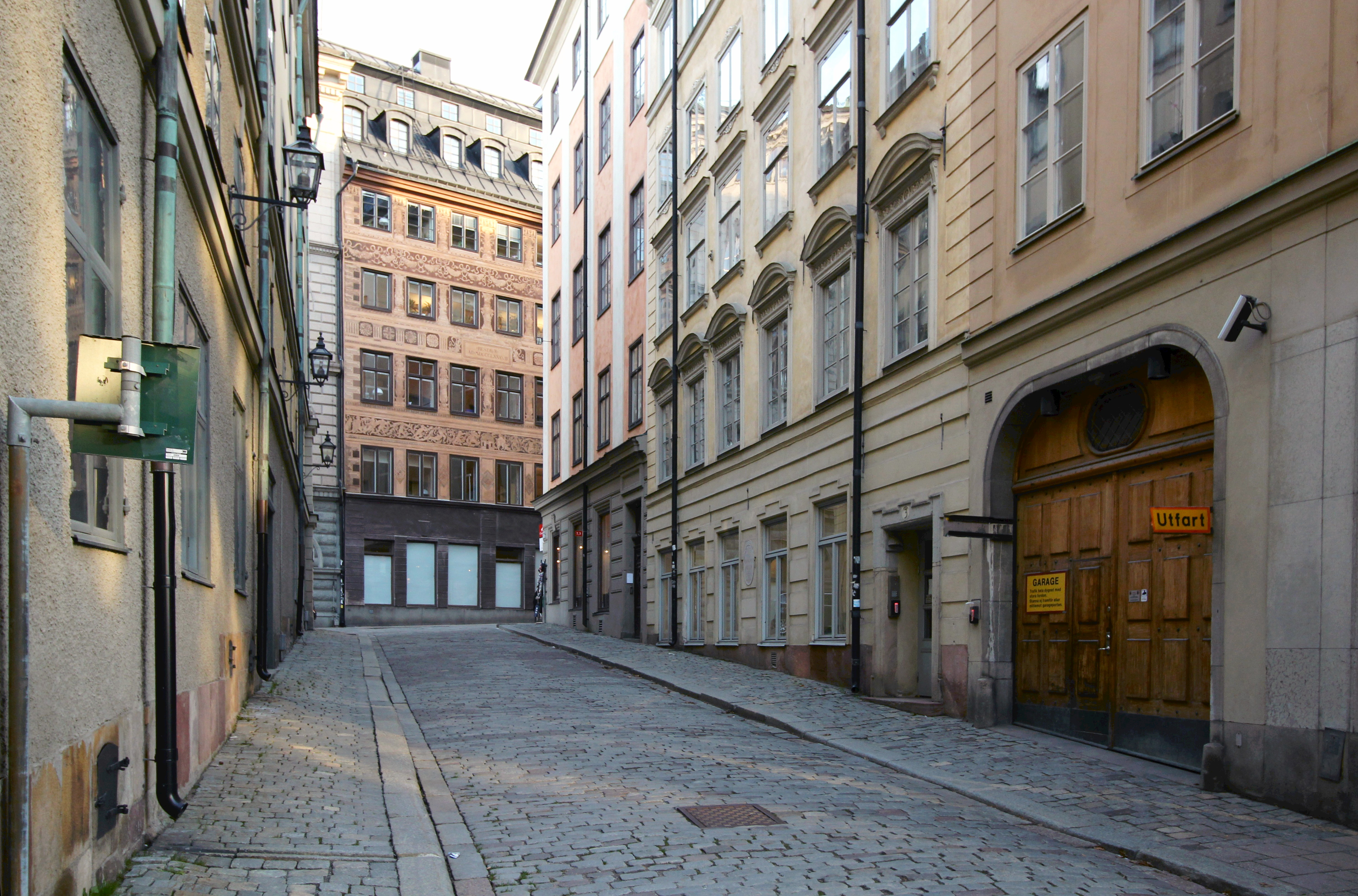
Salviigränd.

Salviigränd är en gata i Gamla stan i Stockholm. Det är den första gränden på Västerlånggatan från Mynttorget räknat. Den går till Myntgatan och har fått sitt namn efter Johan Adler Salvius som 1654 donerade ett altarskåp till Storkyrkan.
I före detta Hotell Östergötland på grändens nummer 1, den enda av kvarteret Cephalus byggnader som inte är del av Riksdagens administration, återfinns en trappa upp bland annat de så kallade Masreliezrummen från 1795.